# アンサ (小惑星)
アンサ (2061 Anza) は、アモール群の小惑星。ヘンリー・リー・ギクラスがローウェル天文台で発見した。
ヨーロッパ人で太平洋を初めて見たスペインの探検家、フアン・バウティスタ・デ・アンサ (en:Juan Bautista de Anza) に因んで名付けられた。